# Paul Volcker
Ne doit pas être confondu avec Paul Völckers.
Paul Adolph Volcker (né le 5 septembre 1927 à Cape May (New Jersey) et mort le 8 décembre 2019 à New York,,) est un économiste américain, directeur de la Réserve fédérale des États-Unis (Federal Reserve Board) de 1979 à 1987. 
Il a été conseiller du président Barack Obama en tant que directeur du Conseil pour la relance économique (Economic Recovery Advisory Board). Il a également présidé le Group of Thirty. Il est connu pour être celui qui à la tête de la Réserve fédérale a vaincu la stagflation des années 1970 aux États-Unis grâce à une limitation de la croissance de la masse monétaire et la hausse des taux d'intérêt, conformément aux prescriptions monétaristes. 
En 2004, il a été chargé par l'ONU d'enquêter sur les manipulations du programme « Pétrole contre nourriture » de l'ONU (affaire Pétrole contre nourriture). À l'issue de ses travaux, la commission d'enquête qu'il préside rédige en 2005 un rapport de 623 pages appelé « rapport Volcker ».

## Biographie
Paul Volcker est né à Cape May (New Jersey) d'une mère luthérienne et d'un père épiscopalien. Il a grandi à Teaneck (New Jersey) où son père était cadre dans l'administration municipale. Il a été formé à la Teaneck High School, puis à l'université de Princeton, à l'université Harvard puis à la London School of Economics

### Carrière
En 1952, Paul Volcker rejoint la Banque de réserve fédérale de New York comme économiste à plein temps. Il quitte ce poste en 1957 pour devenir économiste financier à la Chase Manhattan Bank. En 1962, il intègre le Trésor en qualité de directeur de l'analyse financière et en 1963, il devient sous secrétaire adjoint aux affaires monétaires. En 1965, il retourne à la Chase Manhattan Bank comme vice-président et directeur de la planification.
De 1969 à 1974, il sert comme sous-secrétaire chargé des affaires monétaires au département du Trésor. À ce poste, il joue un rôle important dans les décisions conduisant à la suspension de la convertibilité du dollar en or en 1971 et dans la fin du système de Bretton Woods. En général il a eu une influence modératrice plaidant pour la recherche d'une solution internationale aux problèmes monétaires. En 1975, il devient président de la Réserve fédérale de New York puis, en août 1979, président de la Réserve fédérale.
En 1975, Volcker devient également senior fellow à la Woodrow Wilson School of Public and International Affairs à l'université de Princeton.

#### Président de la Federal Reserve
Paul Volcker, un démocrate, fut nommé président de la Réserve fédérale en 1979 par le président Jimmy Carter et renommé par le président Ronald Reagan en 1983. La Fed sous Volcker est en général vue comme ayant mis fin à la stagflation des années 1970. L'inflation, qui culmina à 13,5 % en 1981, fut abaissée à 3,2 % en 1983.
Le taux directeur de la Réserve fédérale qui avoisinait les 11,2 % en 1979, fut porté par Volcker à 20 % en juin 1981 sur le base des idées économiques inspirées par l'économiste Milton Friedman. L'inflation sera vaincue au prix d'une lourde récession en 1982-1983.
La Fed de Volcker subit les plus fortes attaques politiques et les plus vives protestations de l'histoire de l'institution. En effet, les taux d'intérêt élevés pénalisaient la construction et l'agriculture. Il y eut une manifestation de fermiers sur C Street NW qui bloquèrent avec leurs tracteurs le siège de la Fed, le Eccles Building. La récession aggravée par les mesures de Paul Volcker a un impact sur toute l'économie mondiale.
Joseph Stiglitz, prix Nobel d'économie, dit dans une interview : « Paul Volcker, l'ancien président de la Fed, connu pour avoir tenu l'inflation sous contrôle ne fut pas reconduit parce que l'administration Reagan ne croyait pas qu'il serait un dérégulateur adéquat ».

#### L'après-Fed
Après avoir quitté la Fed, Paul Volcker est devenu président de la banque d'investissement J. Rothschild, Wolfensohn & Co..
En avril 2004, Volcker a dirigé une commission d'enquête sur une possible corruption politique dans le programme pétrole contre nourriture. Dans son rapport, il a critiqué Kojo Annan, fils du secrétaire général de l'ONU Kofi Annan, et la firme qui l'employait Cotecna Inspection SA. Il a conclu en mars 2005 « qu'il n'y avait pas de preuves que Cotecna ait été retenue en 1998 à la suite de l'influence inappropriée du secrétaire général dans le processus de sélection. » Cependant, il fit part de doutes sur Koffi Anan dont « les performances en gestion […] étaient en dessous des standards que les Nations unies devraient essayer de maintenir. » Volcker a été le directeur de l'association des Nations unies aux États-Unis de 2000 à 2004.
Il a été président du think tank Group of Thirty ainsi que de 1991 à 2001, du groupe Nord Américain au sein de la Commission Trilatérale dont il est toujours président honoraire. Il est proche de la famille Rockefeller, comme le montrent non seulement les postes qu'il a occupés à Chase Manhattan Bank mais aussi son implication dans le Trust Committee of Rockefeller Group, Inc. (RGI), depuis 1987. Cette entité a géré un temps le Rockefeller Center.

#### Volcker, Obama et la régulation bancaire
En janvier 2008, Paul Volcker soutient le candidat Obama. Le 8 avril 2008, dans un discours à l'Economic Club of New York parlant des causes et conséquences de la grande récession, il critique le système financier américain et la politique de la Réserve fédérale du moment.
Paul Volcker fut l'un des conseillers économiques du président Barack Obama,, et dirige le Conseil pour la relance économique (Economic Recovery Advisory Board). Durant la crise financière de 2007-2008, Volcker a été extrêmement critique envers les banques, et, jugeant que la réponse à la crise avait été inadéquate, il plaide pour plus de régulation,,. Il insiste pour une limitation de la taille des grandes banques et pour que les banques de dépôts ne puissent s'engager dans des opérations risquées (gestion sur fonds propre, capital-investissement, investissements dans des fonds de pension),.
Le 21 janvier 2010, le président Barack Obama a proposé une nouvelle réglementation bancaire qu'il a surnommée « The Volcker Rule », en référence aux fortes plaidoiries de Volcker en leur faveur.
Paul Volcker est connu pour ne pas être conforme aux stéréotypes des membres de Wall Street. Le magazine The Week du 6 février le présentait comme n'étant pas partisan de la croyance selon laquelle « l'innovation financière » est nécessaire à une économie prospère. Il aime au contraire dire que « la seule innovation utile dans le domaine bancaire fut l'invention des distributeurs automatiques ».

### Famille et vie privée
Paul Volcker s'est marié en 1954 avec Barbara Bahnson qui est décédée en 1998 et a eu deux enfants. Il vit ensuite avec Anke Dening, son assistante depuis longtemps. Volcker aime la pêche à la mouche et a déclaré que « sa plus grande erreur stratégique de sa vie adulte a été d'amener sa femme en lune de miel à la pêche à la mouche dans le Maine ».

## Ouvrages
- (en-US) Changing Fortunes, Paul Volcker et Toyoo Gyohten, Crown, 1992,  (ISBN 978-1-58648-752-2)
- (en-US) Forbes Great Minds Of Business, Fred Smith, Peter Lynch, Andrew Grove, Paul Volcker (auteur), Pleasant Rowland, John Wiley et Paul A. Volcker, Simon and Schuster Audio, 1997,  (ISBN 978-0-671-57722-3)
- (en-US) Good Intentions Corrupted: The Oil for Food Scandal And the Threat to the U.N., Paul Volcker, Jeffrey A. Meyer et Mark G. Califano, Public Affairs Gorgias Press, 2006,  (ISBN 978-1-58648-472-9)
- (en-US) Rediscovery of the Business Cycle, Paul A. Volcker, (The Charles C. Moskowitz Memorial Lectures), The Free Press, 1979, 86 pages.  (ISBN 0029334306 et 978-0029334300)